# Théâtre antique de Lyon
Le théâtre antique de Lugdunum est un des principaux monuments romains visibles à Lyon. Il est adossé à la colline de Fourvière, en dessous de son sommet, ce qui le plaçait près du centre de la colonie romaine. Construit au début de l'Empire, peut-être sous Auguste, il est agrandi à la fin du Ier siècle ou au début du IIe siècle, et peut alors accueillir jusqu’à 10 000 spectateurs.
Abandonné à la fin de l'Empire romain, il est transformé en carrière et fortement endommagé puis, complètement enseveli au Moyen Âge, il tombe dans l'oubli. Il est repéré par hasard à la fin du XIXe siècle, puis entièrement dégagé et restauré à partir de 1933. Il forme avec ses voisins l'Odéon antique, le pseudo-sanctuaire de Cybèle et le musée gallo-romain un site archéologique remarquable, emblématique du Lyon antique.

## Chronologie

### Époque romaine

#### Chronologie

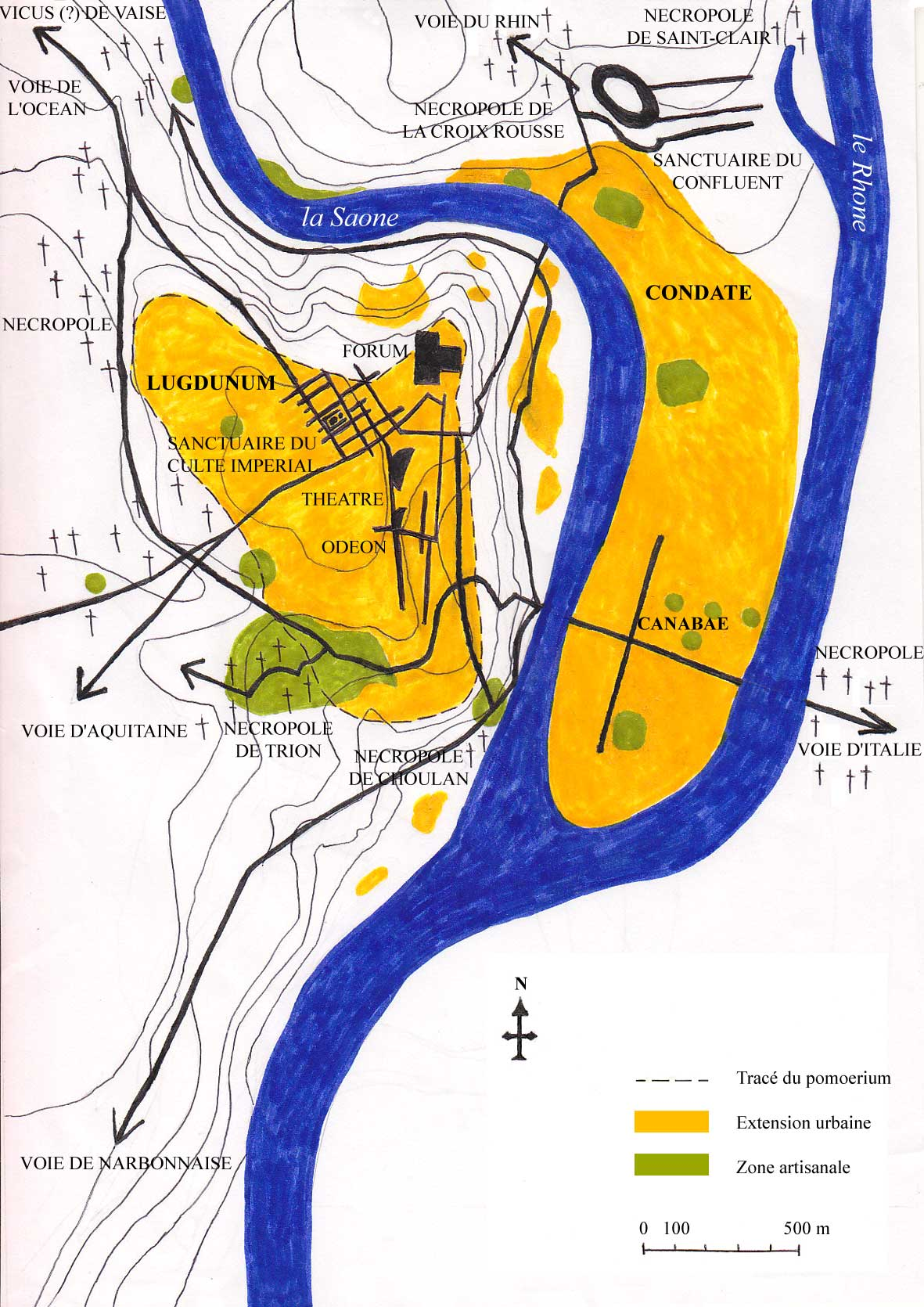
Carte simplifiée de Lugdunum, implantation du théâtre et de l'odéon.

Le théâtre a été construit au niveau du replat des Minimes en dessous du plateau de Fourvière. On ne dispose d’aucun document historique ou épigraphique qui permette de préciser sa date de construction. Elle s’est déroulée en deux étapes, que les archéologues distinguent faute de meilleurs indices par les techniques de construction et les matériaux mis en œuvre.
Selon les archéologues Pierre Wuilleumier et Amable Audin qui l’ont dégagé, un premier théâtre est construit contre le flanc de la colline. Avec deux séries de gradins couronnés par un faux portique semi-circulaire, il offre au maximum 5 700 places. La première publication des fouilles de Pierre Wuilleumier situe son édification dans le troisième tiers du Ier siècle, peut-être sous Néron. Lors de l’agrandissement du théâtre, le portique est démoli et ses déblais sont employés pour le soutènement des nouveaux gradins. L’examen des fragments de base de colonnes et de chapiteaux extraits de ces déblais amène l’archéologue Amable Audin à revoir la datation proposée par Wuilleumier : le calcaire employé vient des carrières de Provence, déjà exploitées au Ier siècle av. J.-C., les bases de colonnes moulurées au tour sont d’un type archaïque et certains détails décoratifs des chapiteaux se retrouvent dans des monuments datant du début du règne d’Auguste, tels que l’arc de Glanum, l’arc d’Auguste de Rimini, celui de Suse, le temple d’Auguste de Barcelone. Quoique ces indices soient des dateurs un peu approximatifs, Audin situe la construction du théâtre lors des séjours d’Auguste à Lugdunum, dans les années 16, 15 et 14 av. J.-C.. Cette date, environ 15 av. J.-C., le place parmi les premiers théâtres édifiés en Gaule romaine avec celui d'Arles. Cette datation est cohérente avec l’impulsion donnée par Auguste qui fait du théâtre le monument public obligé du modèle urbain et civique des nouvelles colonies romaines. Mais selon Jean-Claude Golvin, cette datation augustéenne, quoique possible, n'est pas certaine, et les éléments archéologiques observés prouvent seulement une construction de l'époque julio-claudienne.
Entre le Ier siècle et le IIe siècle, le théâtre connaît d’importantes réfections : le portique derrière le mur de scène est reconstruit et une troisième série de gradins est ajoutée en haut de la cavea, portant sa capacité estimée à 10 000 places, ce qui en fait le second par la taille après le théâtre d'Autun.

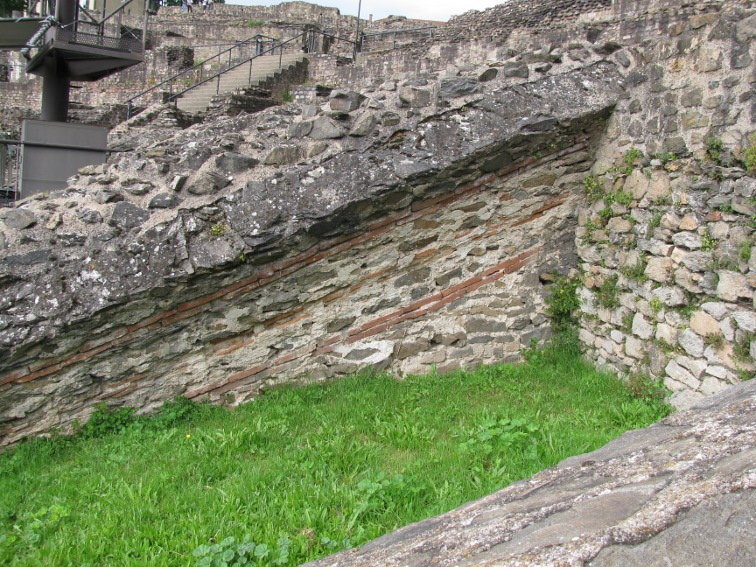
Voûte de soutien des gradins supérieurs, avec ses arases de briques.

Mais la datation de ces travaux n’est pas aussi assurée qu’elle a été affirmée par les premiers archéologues. Les murs de cette extension se caractérisent par un appareil différent, un opus mixtum, fait de petits blocs de schiste alternant dans les parties hautes avec des arases de briques en double lit. D'après la présence de ces arases, Amable Audin situe l'agrandissement sous Trajan (98-117) ou Hadrien (117-138). Toutefois, la chronologie d’Audin, uniquement fondée sur cet emploi de la brique dans les monuments romains lyonnais, est depuis entièrement réfutée par Armand Desbat. La proposition de Pierre Quoniam en 1959 d’identifier une tête de statue trouvée contre le mur de scène à un portrait d’Hadrien et d’en faire un autre indice de datation est également rejetée en 2006.
Bernard Mandy, directeur du service archéologique municipal dans les années 1980, distingue pour sa part trois phases de construction, et considère que le théâtre a eu dès son origine l’emprise sur le terrain que l’on observe actuellement. En l’absence de nouvelles études et de sondages stratigraphiques, la chronologie du théâtre reste mal définie et la datation de son extension sous Hadrien, encore fréquemment citée au début du XXIe siècle, demeure hypothétique.
L'hypothèse du collectif de recherche de l'Atlas topographique de Lugdunum distingue deux états : un premier théâtre de l'époque augustéenne, le premier état décrit par Pierre Wuilleumier, qui fonctionne avec le prétendu forum de Plancus, et un deuxième état avec une restructuration de l'édifice sous les Julio-Claudiens qui atteint son emprise actuelle avec les trois rangées de gradins. Le théâtre subit ensuite d'importantes réfections jusqu'au IIIe siècle.

#### Spectacles

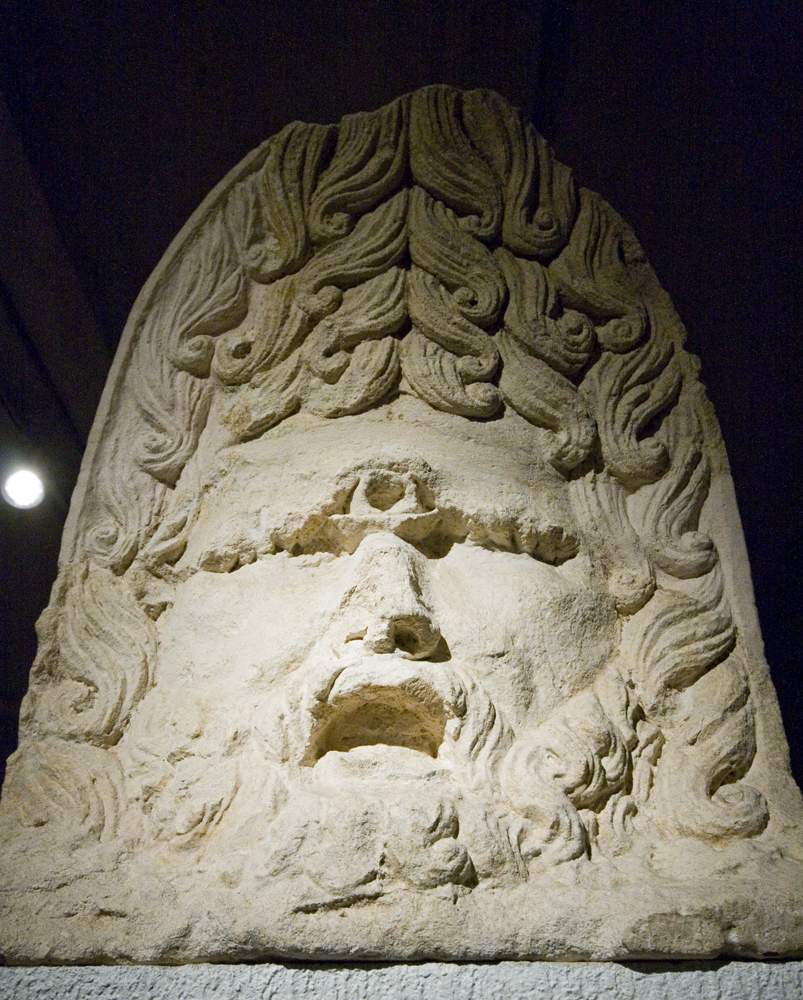
Masque de théâtre en marbre, cyclope – Trouvé aux Massues, Musée gallo-romain de Lugdunum.

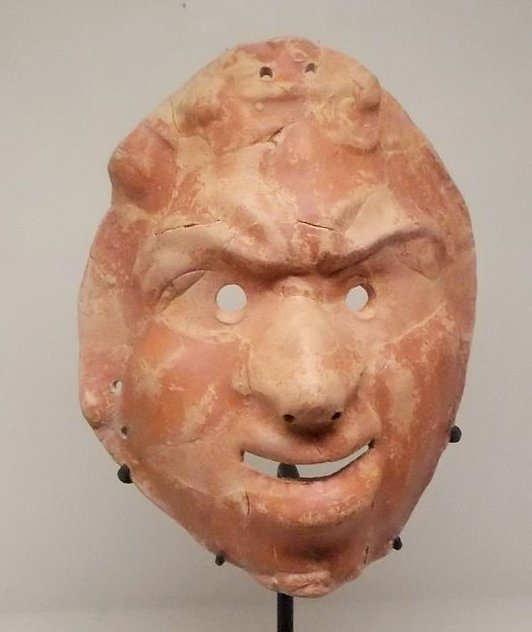
Maccus, personnage du niais dans les atellanes - Fouilles de la rue des Farges, Musée gallo-romain de Lugdunum.

Les témoignages historiques sur le théâtre de Lyon et ses représentations sont pratiquement inexistants : 
- Suétone rapporte que Caligula (37-41) organisa à Lugdunum des jeux divers, dont un concours d’éloquence grecque et latine, sans préciser dans quel lieu, mais comme l’odéon n’existait pas encore, ce concours a pu se tenir dans le théâtre[13].
- Un fragment de Dion Cassius mentionne le théâtre de Lugdunum et son public au début du IIIe siècle : un maître de danse de Caracalla chassé de Rome vint à Lyon ; « il y charma les gens, parce qu'ils étaient assez frustes, et d'esclave et danseur, il devint général et préfet »[14].

D’après les inscriptions épigraphiques retrouvées dans d’autres villes romaines publiant les actions de mécénats de généreux donateurs, des jeux scéniques étaient offerts aux citadins, en remerciement de leur soutien à l’élection aux charges de duumvir ou de prêtre. Ces donateurs pouvaient aussi financer les travaux d’aménagement, de décoration ou d’entretien de leur théâtre municipal.
Parmi les spectacles proposés, la pantomime, genre scénique aux mises en scène musicales et chorégraphiques qui s’élabore sous Auguste, va ouvrir les représentations théâtrales à un nouveau public provincial, ne comprenant que peu ou pas du tout le latin des acteurs.
À partir du IVe siècle, la montée en influence du christianisme provoque le déclin du théâtre. Les auteurs du IIIe siècle Tertullien, Minucius Félix, puis Augustin d’Hippone et Jérôme de Stridon au siècle suivant, ont énergiquement condamné les spectacles et le théâtre en particulier, jugé idolâtre par ses références mythologiques et impudique dans ses représentations, et dont les participants devaient être exclus de la communauté chrétienne.

### Abandon

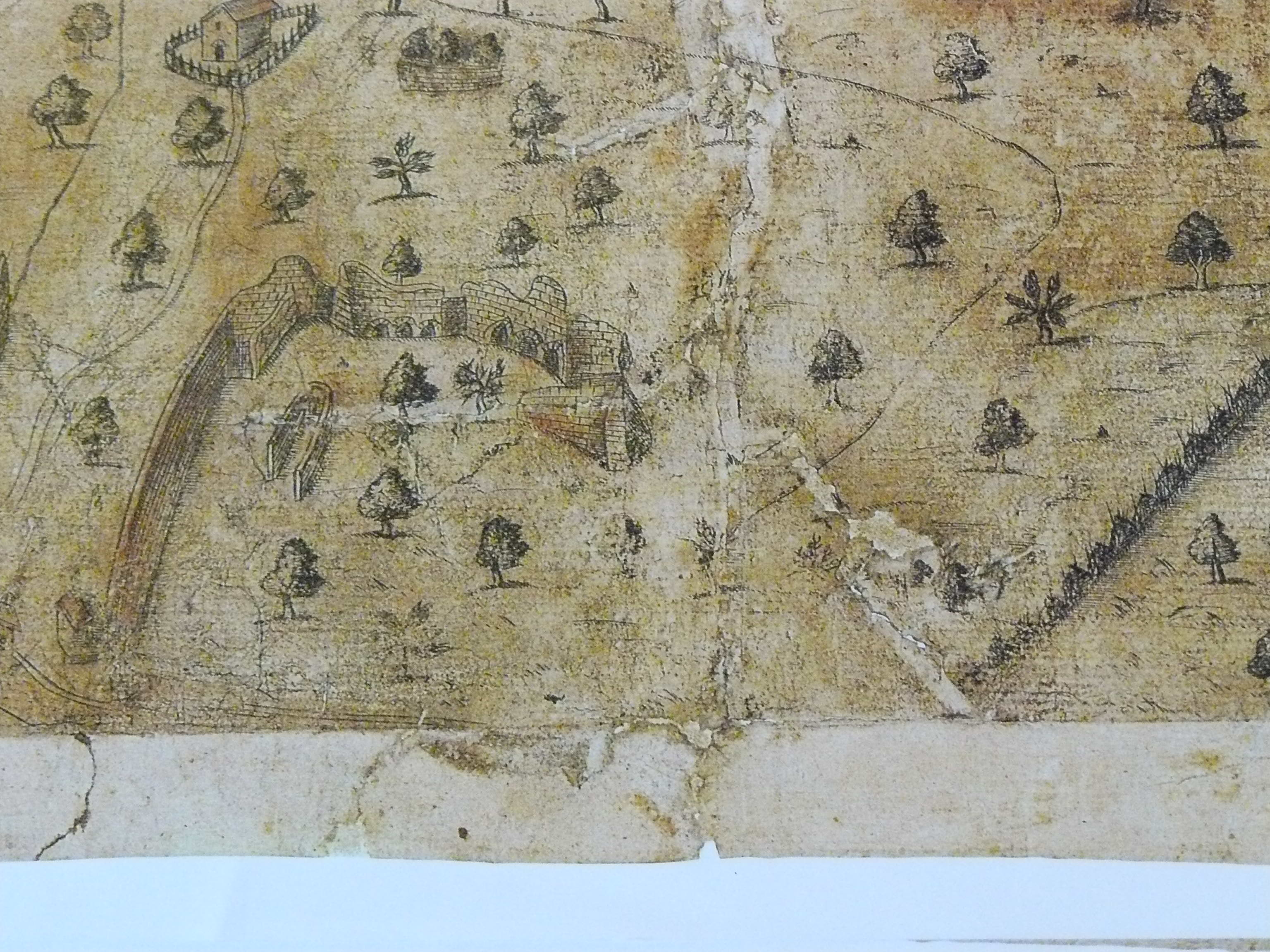
La colline de Fourvière, à l'emplacement du théâtre enfoui et de l'odéon dont les vestiges émergent à gauche - Plan scénographique de Lyon vers 1550.

L'archéologie récente constate à la fin du IIIe siècle et au cours du IVe siècle l'abandon progressif de la colline de Fourvière, et donc de ses monuments, théâtre et odéon, au profit de la ville basse sur les rives de la Saône.

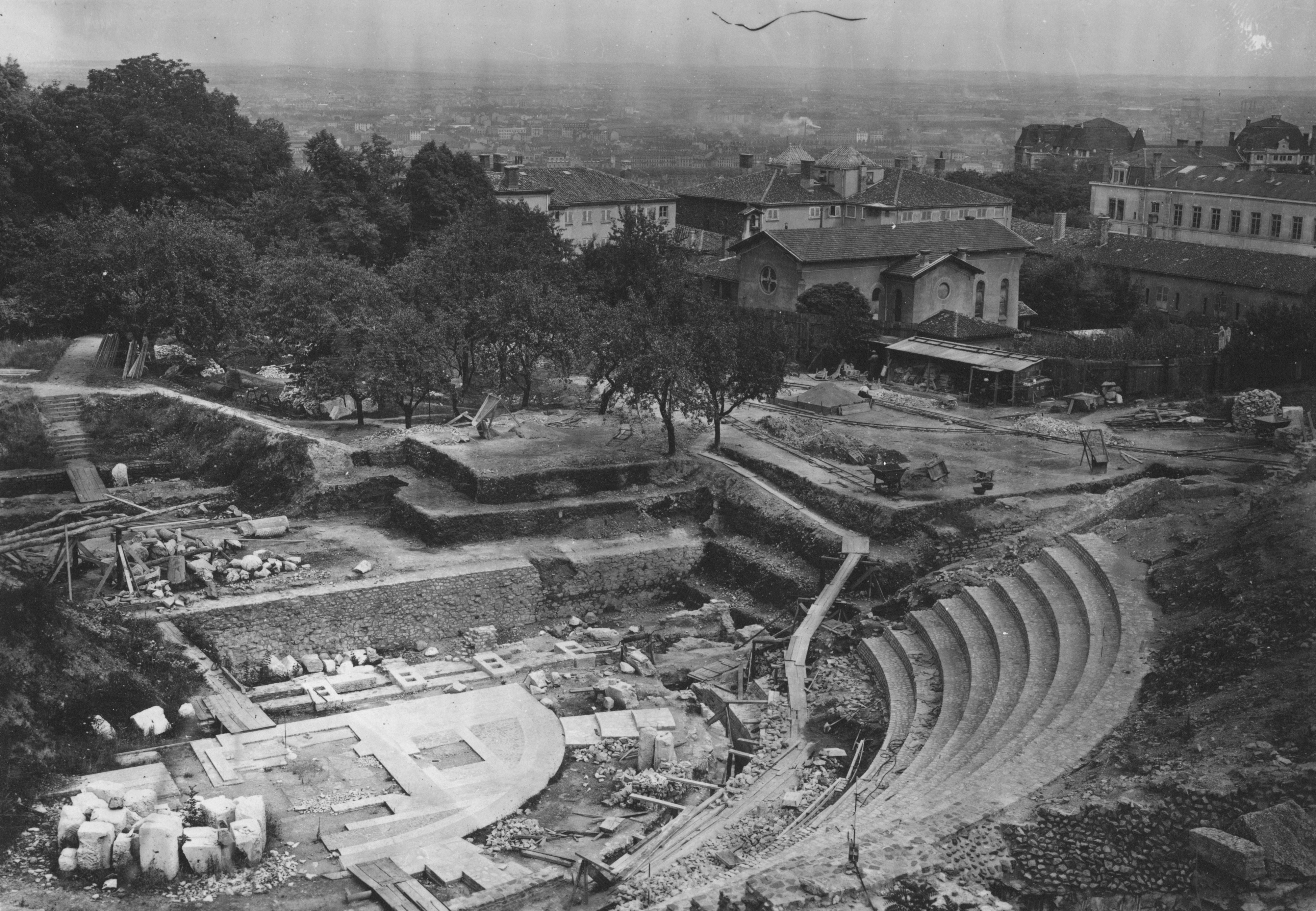
Grand Théâtre Romain de Fourvière : album de photographies concernant les fouilles archéologiques, 1933-1948"

Les ruines du théâtre sont exploitées comme carrière de pierres de taille pour les grandes constructions du XIIe siècle, ponts de la Saône et du Rhône, cathédrale Saint-Jean. Les revêtements calcaires sont systématiquement récupérés et le mur de scène arasé jusqu'à ses soubassements. Les décorations en marbre finissent dans les  fours à chaux dont un est installé dans un escalier intérieur de l'odéon voisin du théâtre.
Les éboulis provenant de la pente instable de la colline qui surplombe le théâtre et l'odéon recouvrent presque complètement leurs vestiges sous plusieurs mètres de galets, de gravier et de boue et les protègent.
À la fin du Moyen Âge, l'emplacement est une campagne couverte de vignes en coteaux, ou de cultures en terrasses, tandis que les vestiges de l'odéon qui émergent sont nommés Caverna ou  massa grossa sarracenorum (« Grottes des Sarrasins »). Les érudits du XVIe siècle les interprètent à tort comme l'amphithéâtre des martyrs de Lyon, ou comme le palais du gouverneur Septime Sévère.

### Redécouverte et controverses

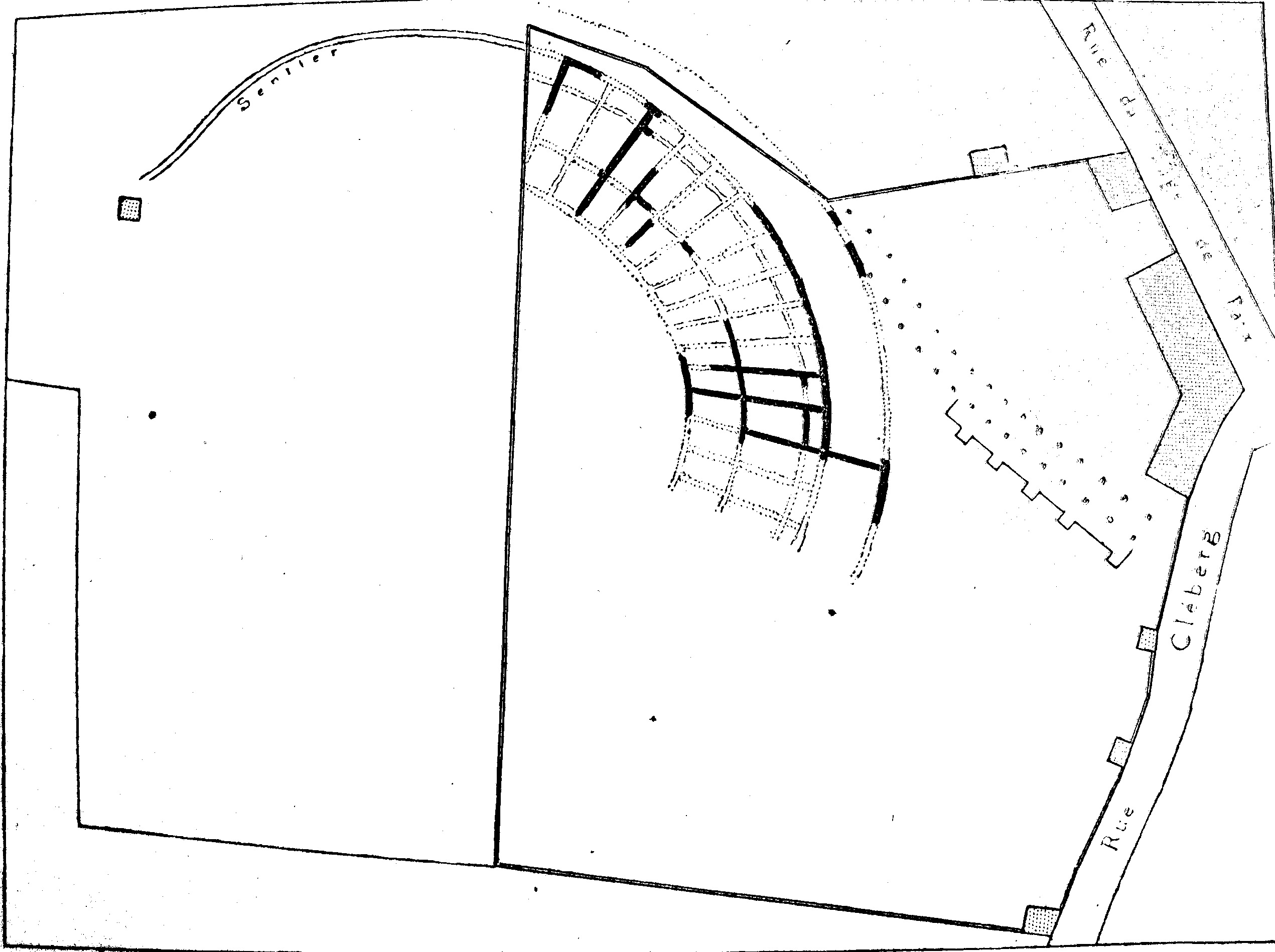
Plan des vestiges du clos Lafon (en noir, murs observés, en pointillés, murs extrapolés). Publié par André Steyert en 1885.

En 1887, le professeur Lafon, intrigué par la forme incurvée du jardin de la propriété qu’il a acquise l'année précédente rue Cléberg au flanc de la colline, dégage le haut de trois murs incurvés coupés par d’autres murs rayonnants soutenant des restes de voûtes. Sont également découverts de nombreux artefacts antiques. Extrapolant les mesures qu’il effectue de ces vestiges, Lafon estime avoir découvert la forme elliptique de l’amphithéâtre où périrent les martyrs de Lyon. Cette identification qui confortait l’avis général sur les lieux du martyre est partagée par les historiens de l’époque, à l’exception de l'historien André Steyert qui révise les mesures de Lafon, et interprète les vestiges comme étant semi-circulaires et donc ceux d’un grand théâtre, construit selon lui en remplacement du petit théâtre déjà repéré au clos des Minimes (il s’agit de l’odéon actuel). D'autres relevés réalisés en 1914 par l’architecte Rogatien Le Nail confirment l'avis de Steyert. Mais comme les terrains concernés sont propriétés privées de la congrégation des Dames de la Compassion et de Lafon, les sondages ne peuvent être poussés plus avant, et l’identification comme l’amphithéâtre de Lugdunum devient la thèse officielle, encore affirmée en 1921 par les archéologues lyonnais Philippe Fabia et Camille Germain de Montauzan.

### Dégagement archéologique
Le chantier archéologique de Fourvière débute avec le soutien du maire Édouard Herriot, qui crée pour cela un service dédié, l'atelier municipal des fouilles. Le conseil municipal débloque un crédit de 135 000 francs pour un chantier de 27 chômeurs, qui commence officiellement le 25 avril 1933 à l'emplacement de l'« amphithéâtre ». Le dégagement du bas des gradins qui descendent jusqu'au niveau de l'orchestre, caractéristique d'un théâtre, met un terme définitif aux théories sur l'amphithéâtre de Fabia. Malgré la déception, la municipalité décide de poursuivre le dégagement, rachète les terrains environnants et met en place une équipe permanente de terrassiers.

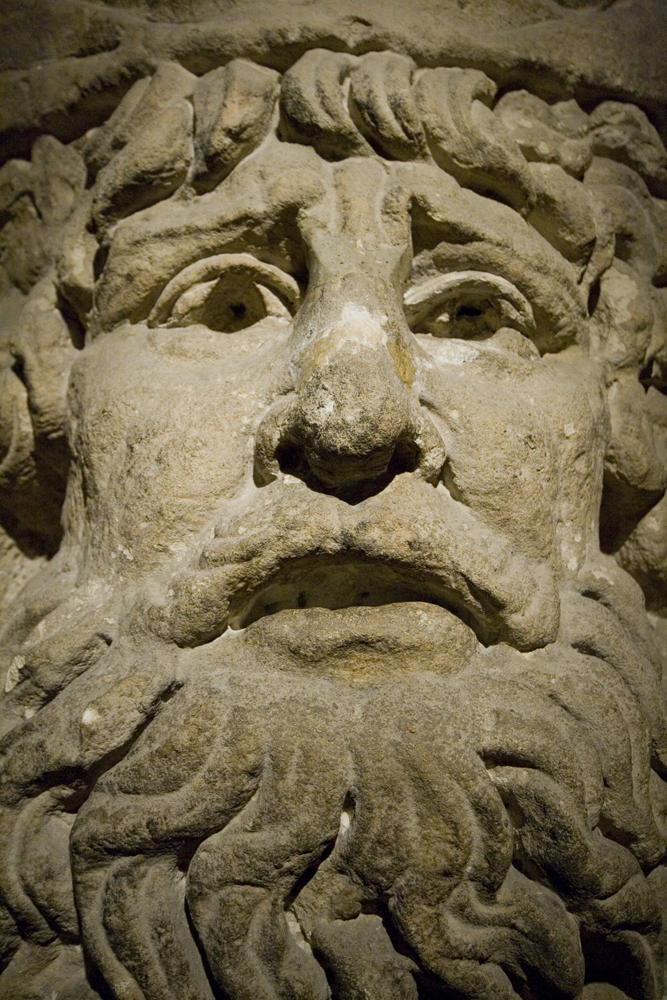
Fragment de tête découverte en 1941, supposée représenter Hadrien, plus probablement celle d'un satyre.

Le dégagement exhaustif se poursuit sous la direction de Pierre Wuilleumier assisté d'Amable Audin, qui lui succède en 1953. Ce chantier archéologique est le plus important de Lyon, engageant jusqu'à 120 ouvriers en 1940. Les méthodes archéologiques sont celles de l'époque, sans stratigraphie ni analyse détaillée des déblais : les ouvriers reçoivent des primes pour les objets qu'ils découvrent, 25 francs pour un fragment de céramique décorée, jusqu'à 200 francs pour une monnaie antique. De rares fragments de marbre et quelques morceaux de tuyau en plomb issus des fouilles portent des inscriptions trop fragmentaires pour être exploitables. Parmi les nombreux débris de sculptures trouvés dans le secteur de la scène, une partie de tête de Minerve et un torse de statue masculine débitée à la scie présentant un style archaïsant sont datés du début du IIe siècle av. J.-C.. Un fragment de tête de grandes dimensions à la barbe courte et frisée découvert en 1941 fut identifié en 1959 par Pierre Quoniam comme un portrait de l'empereur Hadrien, confortant l'hypothèse de datation de l'extension du théâtre sous son règne. Cette interprétation est contestée depuis pour celle d'une tête de satyre aux lèvres épaisses et aux paupières lourdes.
À partir de 1941, des maçons interviennent pour consolider et restaurer les vestiges. Les réfections sont faites avec les pierres du site et des mortiers au ciment artificiel. Le chantier du théâtre est pour l'essentiel achevé peu après la seconde guerre mondiale, tandis qu'il se poursuit sur l'odéon voisin. En 1946, l'édifice redevient opérationnel, avec une représentation publique des Perses d'Eschyle.
Cinq campagnes complémentaires sont menées entre 1960 et 1965 dans l'esplanade à l'est du mur du théâtre, pour étudier son environnement antique.

## Architecture
Le plan du théâtre suit l'architecture classique d'un théâtre romain : une cavea constituée de trois séries de gradins en demi-cercle bâtis sur une sous-structure rayonnante, un orchestre dont le centre est dallé de marbres polychromes, un haut mur de scène à trois exèdres fermant l'édifice.

### Matériaux de construction
Les archéologues ont étudié les matériaux de construction avec des analyses chimiques et cristallographiques pour rechercher leur origine. Le matériau disponible sur place est impropre à la construction monumentale, car la colline de Fourvière est une moraine, amas de boue, de galets roulés et de gravier. Le gros œuvre, soubassements, voûtes, gradins, base du mur de scène, est bâti en blocs de gneiss et de granite non taillés et liés au mortier, qui semblent d'extractions proches de Lyon. Plus particulièrement, la construction de l'époque augustéenne se caractérise par l'emploi de gros blocs irréguliers de granite à feldspath rose, tandis que les murs de l'extension utilisent de petits blocs de schistes à mica noir, disposés assez régulièrement.
Les revêtements des gradins sont en calcaire dur dite pierre de choin, vraisemblablement extraite des carrières du Bugey. Une autre pierre de revêtement est une molasse calcaire tendre, facile à travailler et qui durcit après exposition à l'air. D'après les fossiles inclus et sa texture, elle proviendrait de la région de Saint-Paul-Trois-Châteaux (Drôme) ou des environs de Tarascon. Par leur origine bien distincte, ces calcaires sont des repères chronologiques : les carrières provençales ont été exploitées autour de Glanum bien avant celles du Bugey, qui les supplantent au Ier siècle pour leur facilité d'acheminement via le Rhône qui longe le Bugey. Quelques autres variétés de calcaire, des grès  et du schiste ont été identifiés, trop rares et dispersés pour que leur utilisation dans la construction puisse être précisée.
Enfin, l'ornementation en placage et le décor de colonnes et de statues, réduites à l'état de débris, sont en pierres de couleur, granite, syénite, porphyre, cipolin et marbres divers, tous d'importation lointaine, d'Italie principalement (Sienne, Carrare, Vérone), de Grèce (marbre de Paros), d'Afrique du nord ou porphyre d'Égypte, à l'exception d'un calcaire rouge granité extrait à Flacé-lès-Mâcon.

### Cavea
Le diamètre extérieur de la cavea est de 108,50 mètres. Dans sa plus grande configuration, elle comprenait trois niveaux. Le premier niveau (l’ima cavea) comportait vingt gradins, en partie restaurés, dont les quatorze premiers reposent sur un massif de maçonnerie fait de chaux et de gravier grossier et les six suivants sur des voûtes montées sur 26 piédroits radiaux de 8,40 mètres de long et 0,90 mètre d’épaisseur, raccordés à un mur hémicirculaire,.
Les gradins du premier niveau sont divisés en quatre secteurs égaux par trois escaliers qui partent de l’orchestre, auxquels on accède aussi depuis la rue en haut du théâtre par trois grands escaliers qui passaient sous les gradins supérieurs et que les fouilleurs ont reconstruits. Chaque gradin mesure 42 cm de hauteur et 74 cm de profondeur, dimensions qui permettent aux archéologues d’extrapoler le nombre de gradins des niveaux supérieurs.
Les gradins des niveaux supérieurs sont presque complètement effondrés, ce qui laisse voir les piédroits qui se prolongent pour soutenir le second niveau, la media cavea de seize gradins, et le troisième niveau, la summa cavea estimée de douze gradins, en bois selon Bernard Mandy. Cinq murs hémicirculaires également visibles raccordent les piédroits. Une galerie couverte de 7 m de large faisait le tour de la cavea sous les gradins supérieurs, elle était accessible par les trois escaliers descendant de la rue et desservant les gradins inférieurs,.
Les gradins pouvaient être ombragés par un velum, toile tendue entre des poteaux implantés sur le pourtour de la cavea, où subsistent quelques supports de pierre de ces poteaux.

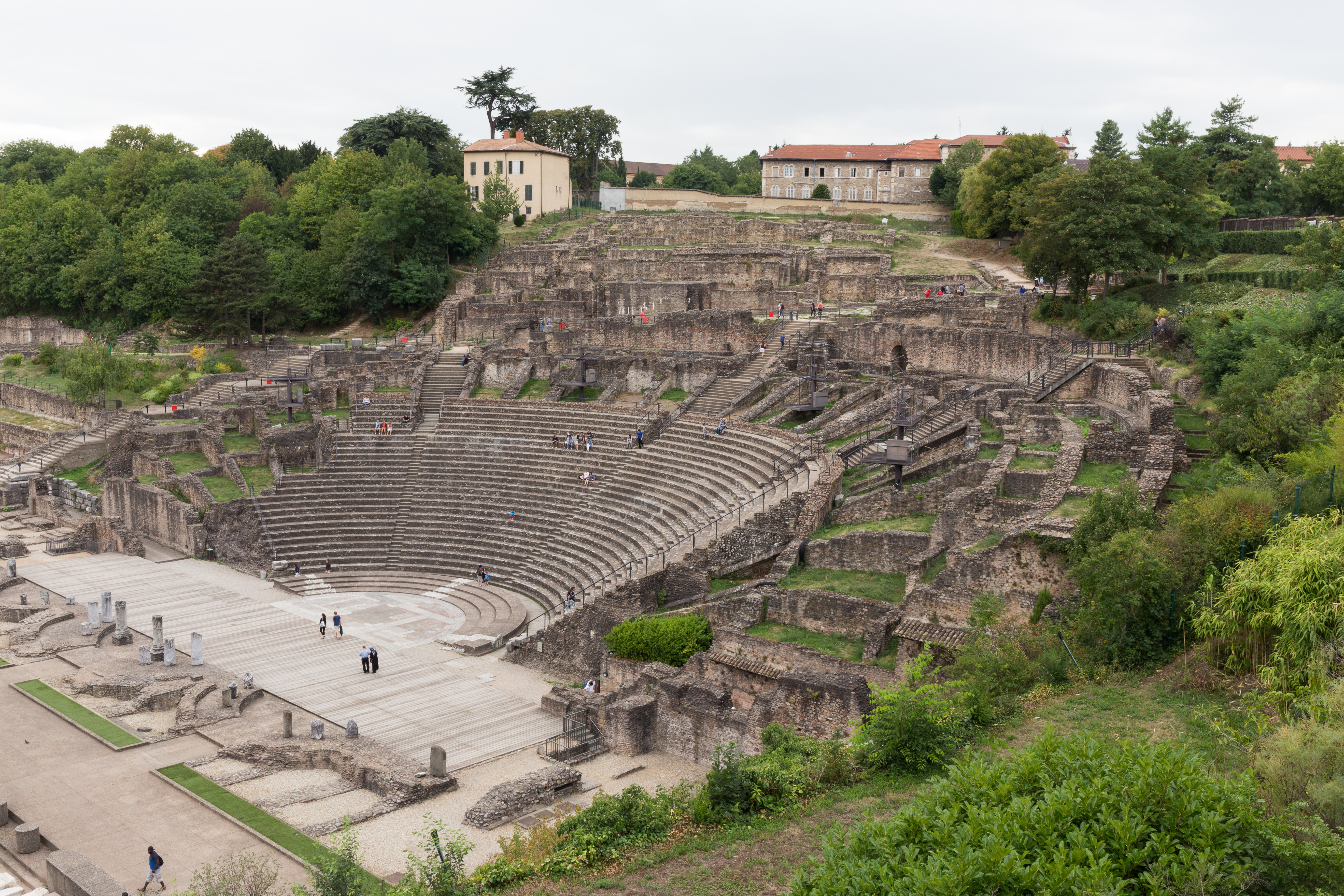
Vue d'ensemble de la cavea.
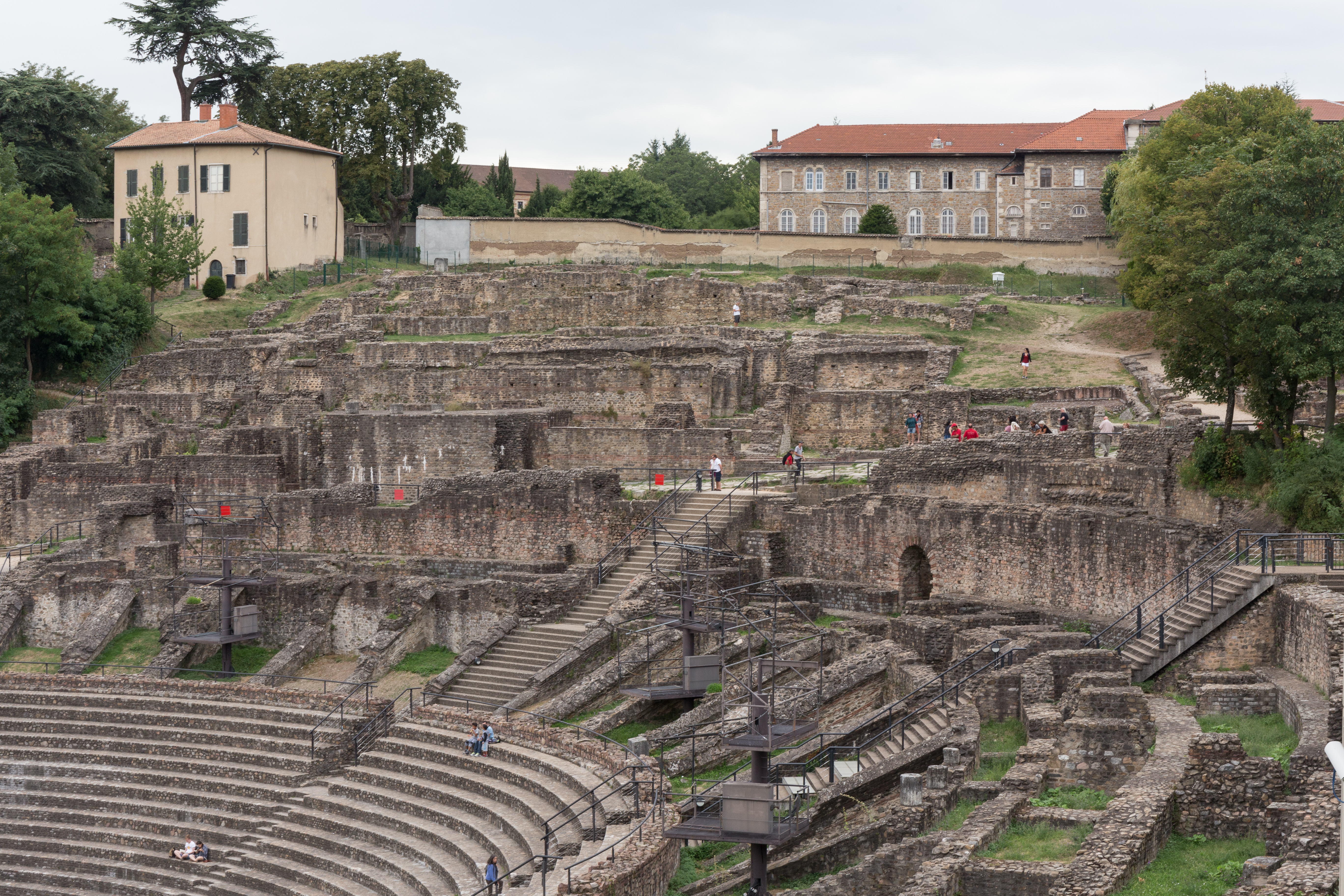
Partie haute de la cavea, substructions des gradins supérieurs et escaliers menant à l’ima cavea.
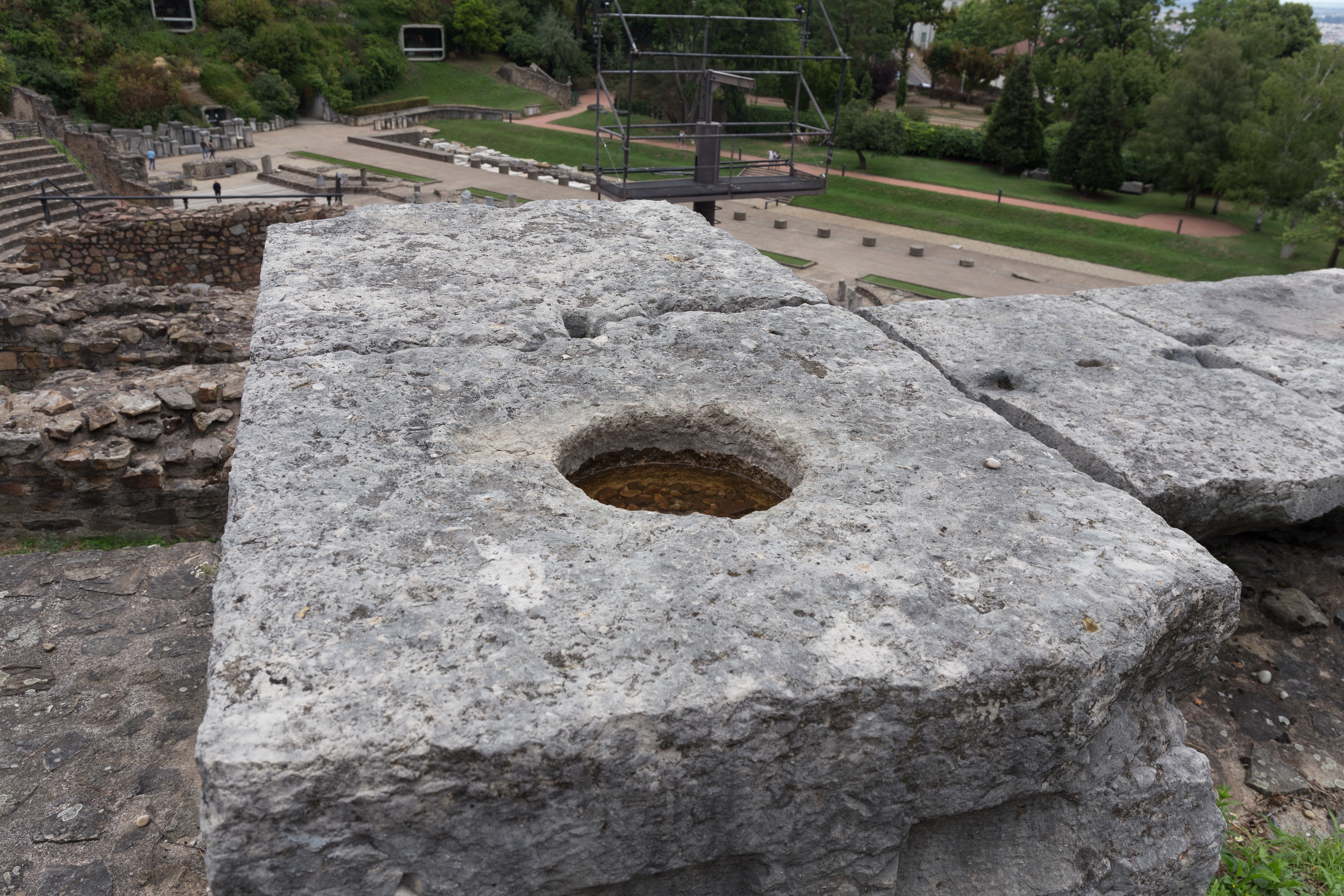
Pourtour de la cavea, console avec trou d'encastrement pour un mât, support du velum.

### Orchestre
Au pied de cavea et face à la scène, l’orchestra en demi-cercle de 25,50 mètres de diamètre était réservée aux notables, dont les sièges mobiles étaient disposés sur quatre marches basses en marbre blanc de Carrare étagées sur le pourtour. Cet espace réservé était entouré d'une balustrade (balteus) en marbre blanc et en cipolin grec qui délimitait un couloir de circulation permettant l'accès aux premiers gradins de la cavea. Le centre de l'orchestre qui restait libre était luxueusement décoré d'un pavement polychrome composé de granite, de brèche rosée et de cipolin, posés sur un mortier au tuileau. Construit en pente vers son centre, ce pavement mène les eaux de pluie vers une dalle percée au-dessus d'une canalisation d'égout. Le revêtement décoratif de l'orchestre et celui de quelques marches ont été reconstitués, ainsi qu'une petite portion du balteus,.

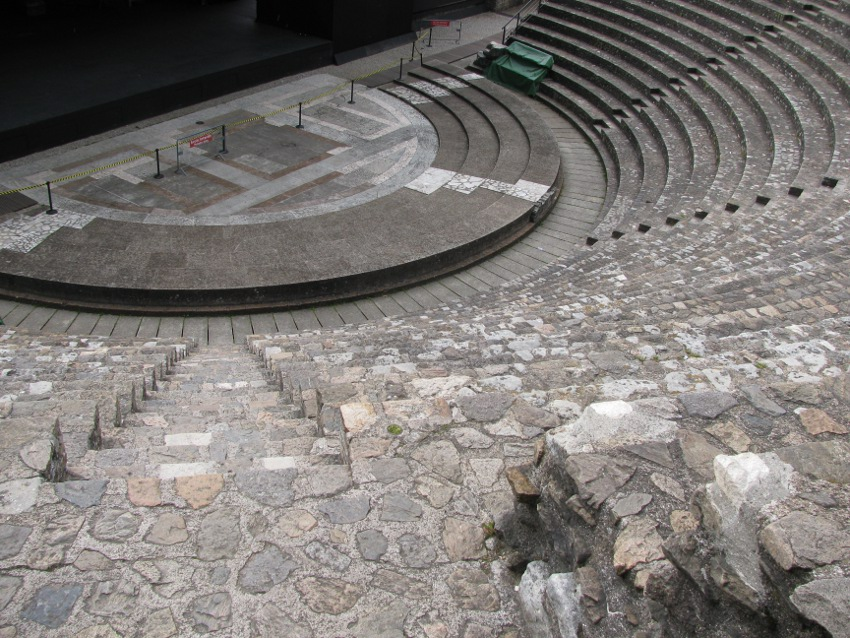
Partie inférieure de la cavea et l'orchestre.
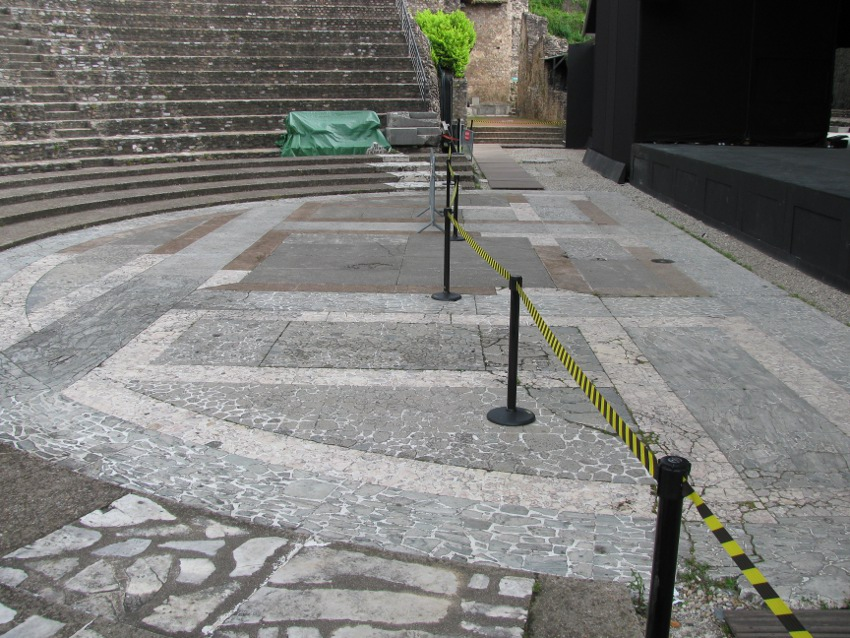
Dallage de l'orchestre reconstitué.
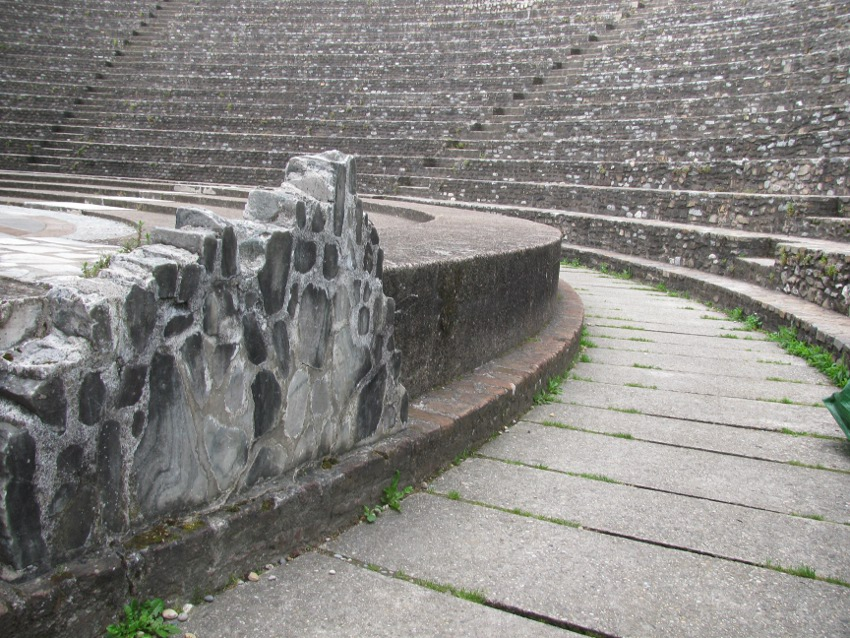
Couloir de circulation derrière l'orchestre. À gauche, fragments remontés de la balustrade bordant l'orchestre.

Les spectateurs parvenaient à l'orchestre et au pied de la cavea par deux grands couloirs, les aditus maximi, qui passaient sous les gradins par un passage voûté long de 25,50 mètres et large de 3,90 mètres, puis, après quatre marches, continuaient à découvert en longeant la scène sur 17 mètres. L'entrée sud se faisait depuis la petite place entre le théâtre et l'odéon, tandis que l'entrée nord, coincée contre la colline, était accessible depuis le sommet du théâtre par une galerie couverte en escalier qui longeait l'hémicycle extérieur de la cavea.

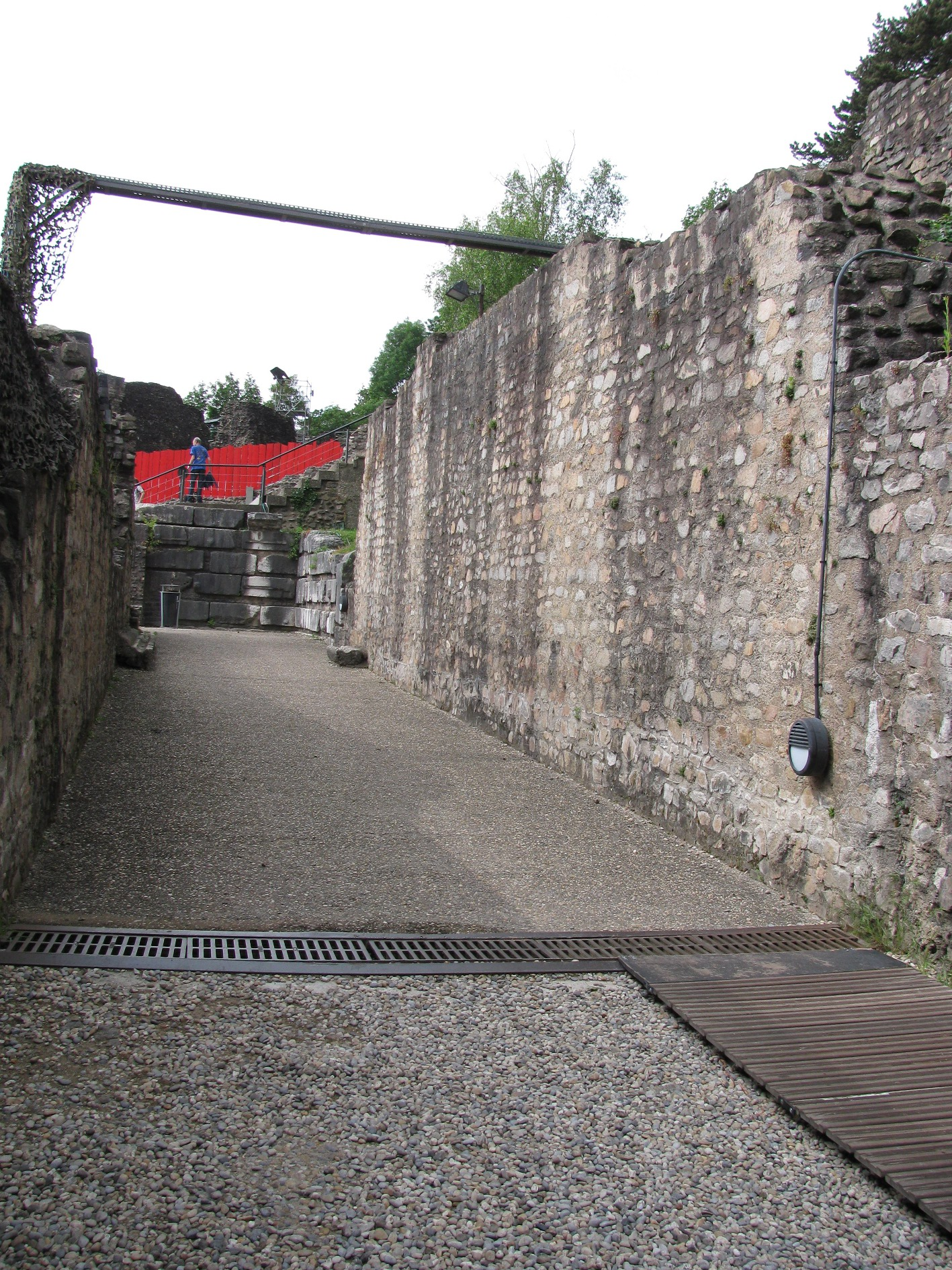
Aditus maximus du côté sud, dont la voûte a disparu.
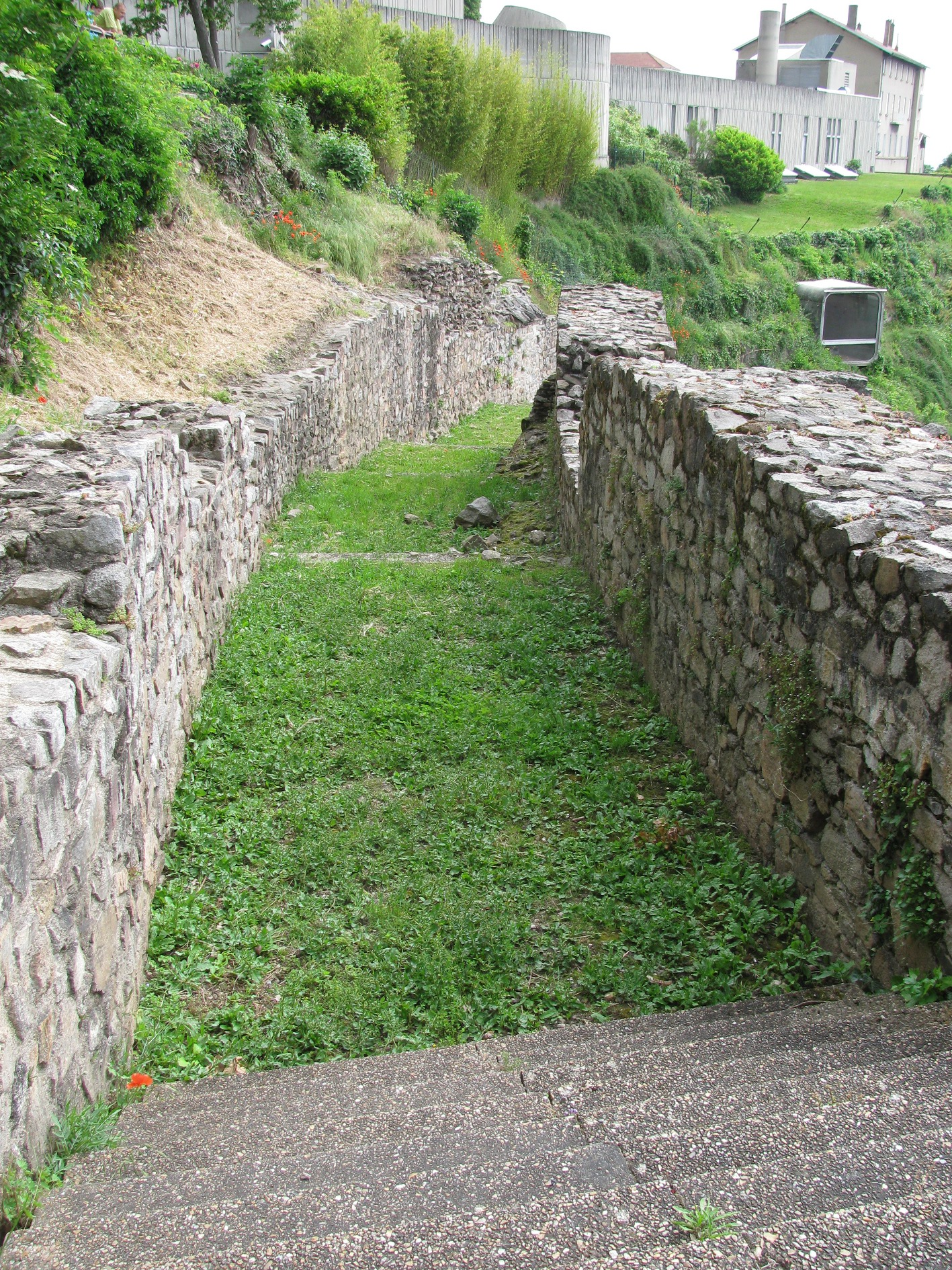
Galerie longeant la cavea, menant à l'aditus maximus nord.
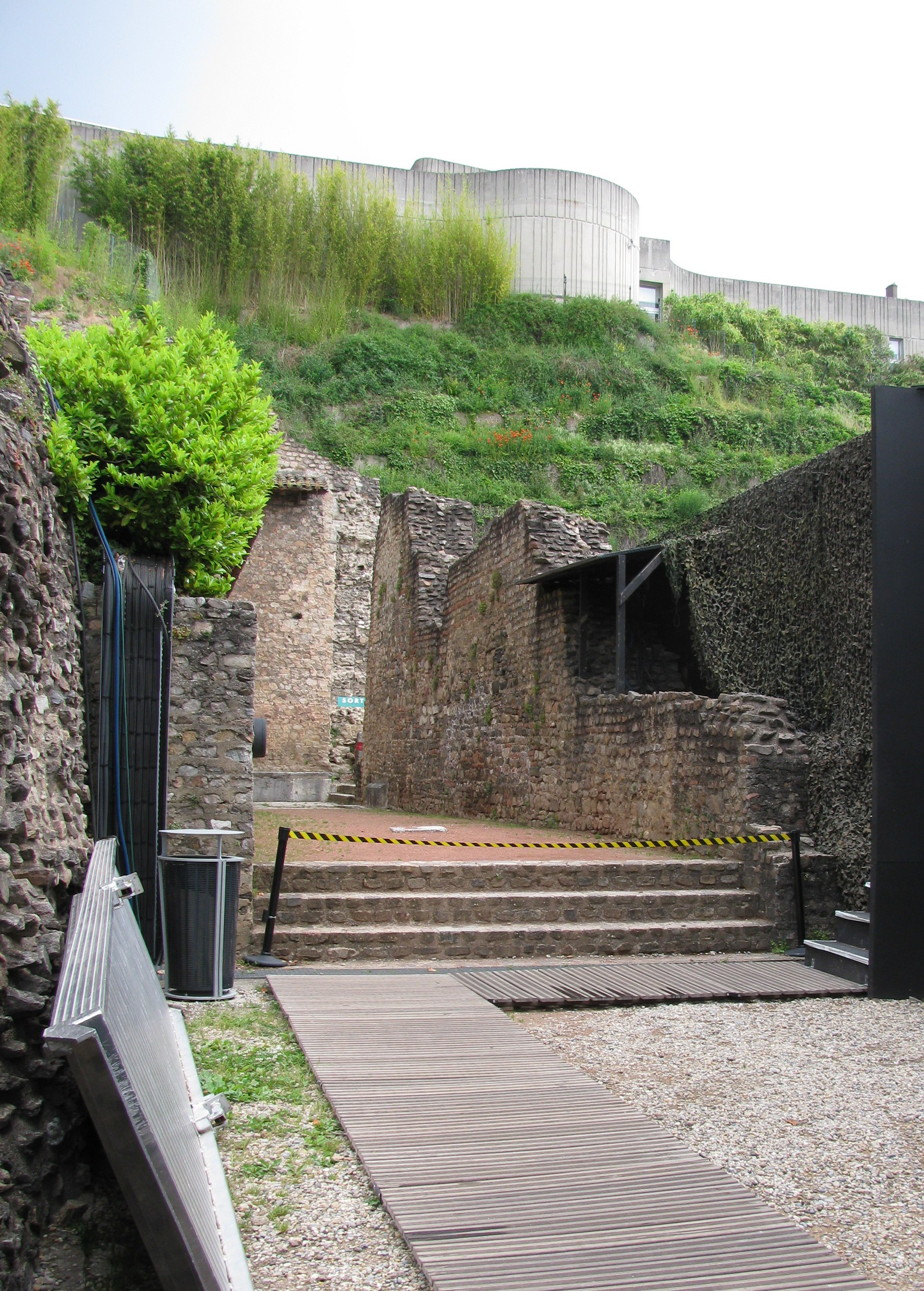
Aditus maximus du côté nord, dépourvu de sa voûte.
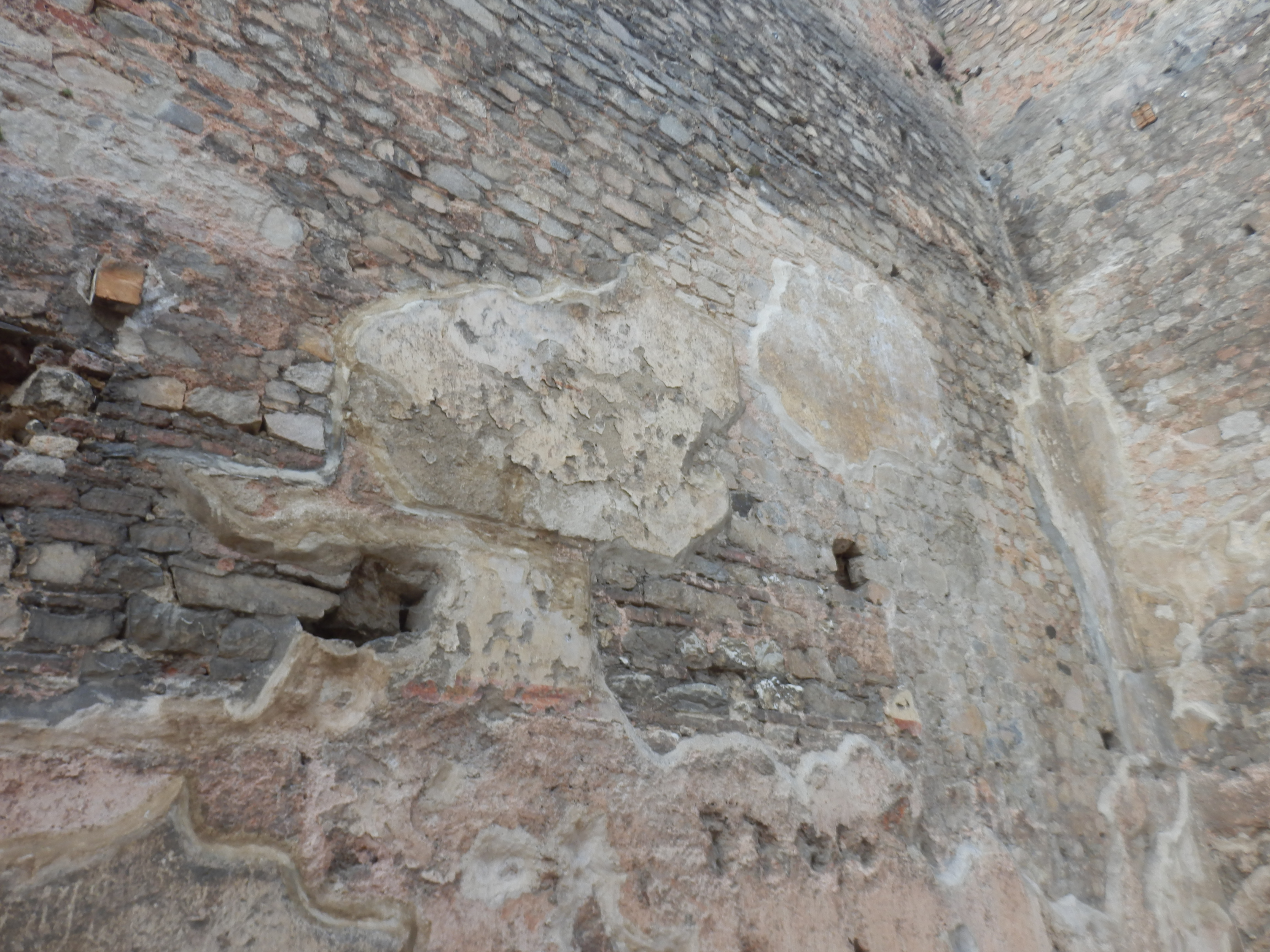
Aditus maximus nord, vestiges d'enduit peint.

### Scène
L’hémicycle de la cavea était fermé par le bâtiment de scène, composé du mur de scène (frons scaenae) et de deux ailes, dites basiliques. Il s’élevait au même niveau que la cavea, soit à environ 32 m et ne conserve à l’époque moderne quelques mètres d’élévation que dans l’aile nord. Large de 60,7 m, il était bordé par les basiliques, avancées en forme de tours rectangulaires (12,25 × 18,00 m à leur base) qui encadraient la scène et sur lesquelles venaient se souder les gradins. Elles servaient de coulisse donnant sur chaque côté de la scène par une porte de 2,10 m de large. Elles permettaient aussi l’entrée des spectateurs en menant aux couloirs d’accès à l’orchestre, les aditus maximi.

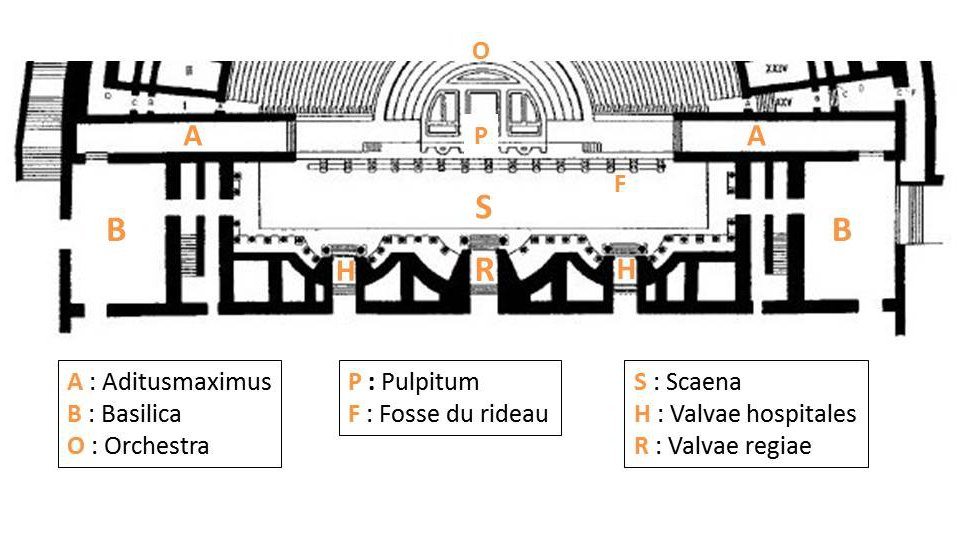
Plan du bâtiment de scène.

La scène proprement dite, haute de 1,20 mètre, est cachée à ses extrémités par l’avancée du mur des basiliques et s’ouvre aux spectateurs sur 48 m de largeur et 10 m de profondeur. Devant l’orchestre, le mur du bord de scène est décoré de petites niches décoratives, le pulpitum. Quelques marches de part et d’autre de ces niches permettaient de passer de l’orchestre à la scène. Ces niches et ces escaliers ne sont plus visibles, remplacés par un mur rectiligne.
Les acteurs évoluaient sur un plancher posé sur l’hyposcène, fosse de 56,50 mètres sur 6,50 mètres. Cette fosse est divisée en deux parties inégales par un mur transversal. Au milieu de sa partie sud, la plus longue, les fouilleurs ont mis au jour une série de bases de piliers carrés, qui devaient soutenir le plancher.
Entre le pulpitum et un mur  d'appui du plancher de scène, une fosse permettait la manœuvre d'un rideau montant. Cette fosse mesurait 46 m de long pour une profondeur de 5 m sous le plancher de scène, et entre 58 cm et 43 cm de largeur. Dans cet étroit espace, insérés dans la maçonnerie, seize groupes de trois blocs de calcaire évidés, dits cassettes, servaient de guides pour le coulissage vertical des montants tenant le rideau de scène. L'examen des traces d'usure sur les quelques cassettes retrouvées par les archéologues a permis de proposer une reconstitution du mécanisme de manœuvre du rideau, exposé sur une maquette animée dans le musée archéologique de Lugdunum (Lyon) qui se trouve à proximité,.

### Mur de scène
Il ne subsiste que les fondations du mur du fond de scène, bâti entre les basiliques sur un massif de maçonnerie de 8,90 mètres d'épaisseur. Il respecte le schéma canonique défini dans le De architectura de Vitruve : dans ce mur s’ouvraient trois portes à double battant au fond de grandes niches arrondies. La porte centrale, dite porte royale (valvae regiae), mesure 3,20 mètres de large et l’arrondi qui l’encadre a 18 mètres d’ouverture et 7,50 mètres de profondeur. Cette porte a conservé deux marches restaurées de son escalier qui solennisait l’entrée du personnage principal. Les personnages secondaires entraient par les deux portes latérales, les portes des hôtes ou valvae hospitales. Celles-ci sont un peu moins larges 2,75 mètres que la porte royale et au fond de niches moins marquées (11,60 mètres d’ouverture pour 5,80 mètres de profondeur).

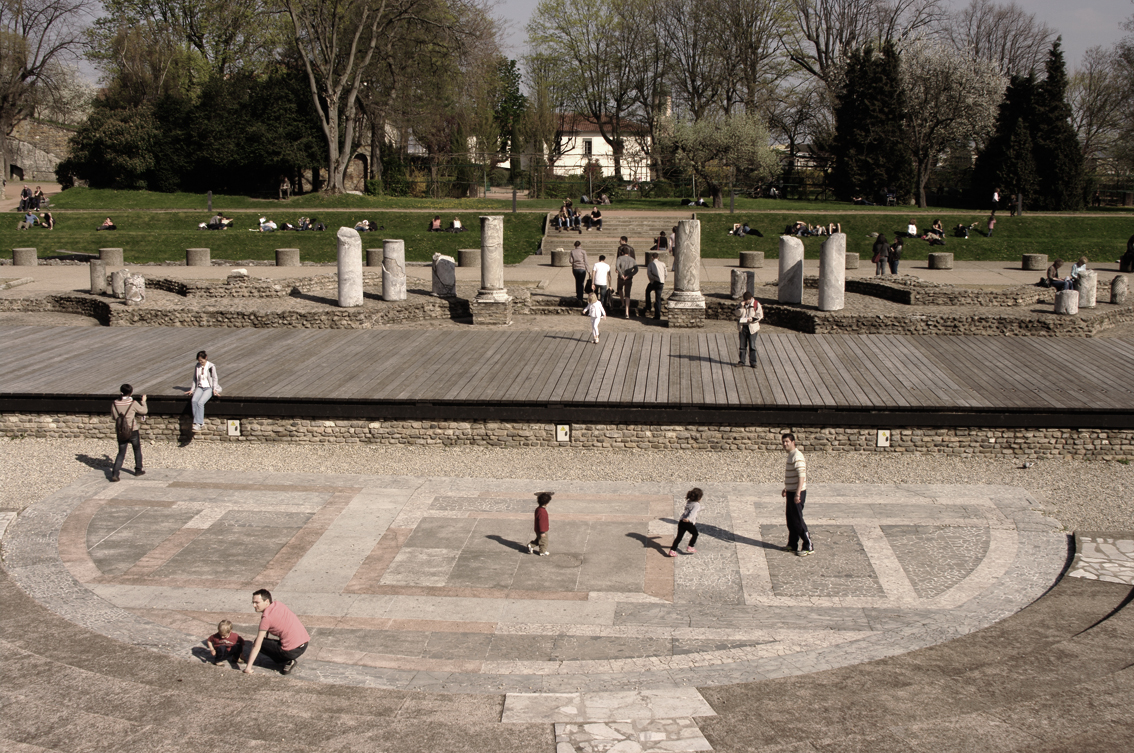
Scène du théâtre de Lyon, vestiges de la porte royale avec quelques tronçons de colonnes.
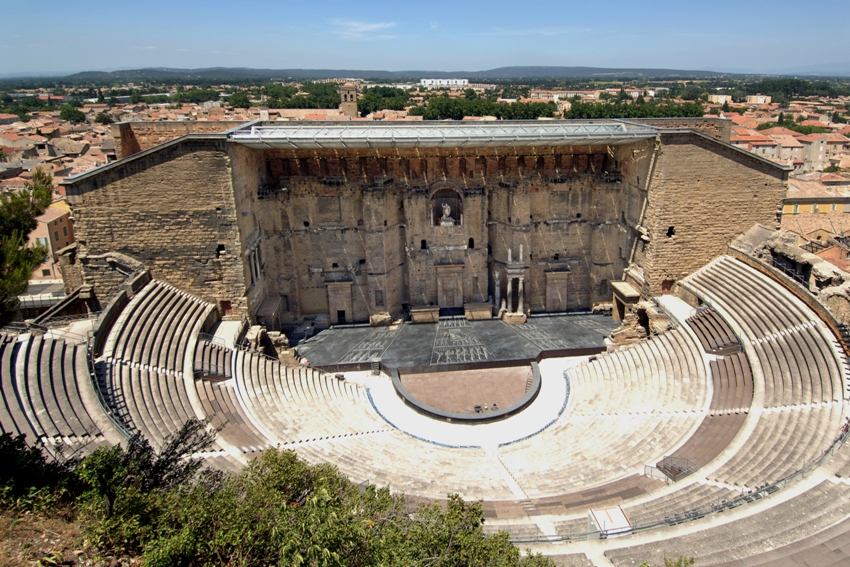
Exemple de mur de scène en élévation – théâtre antique d’Orange.
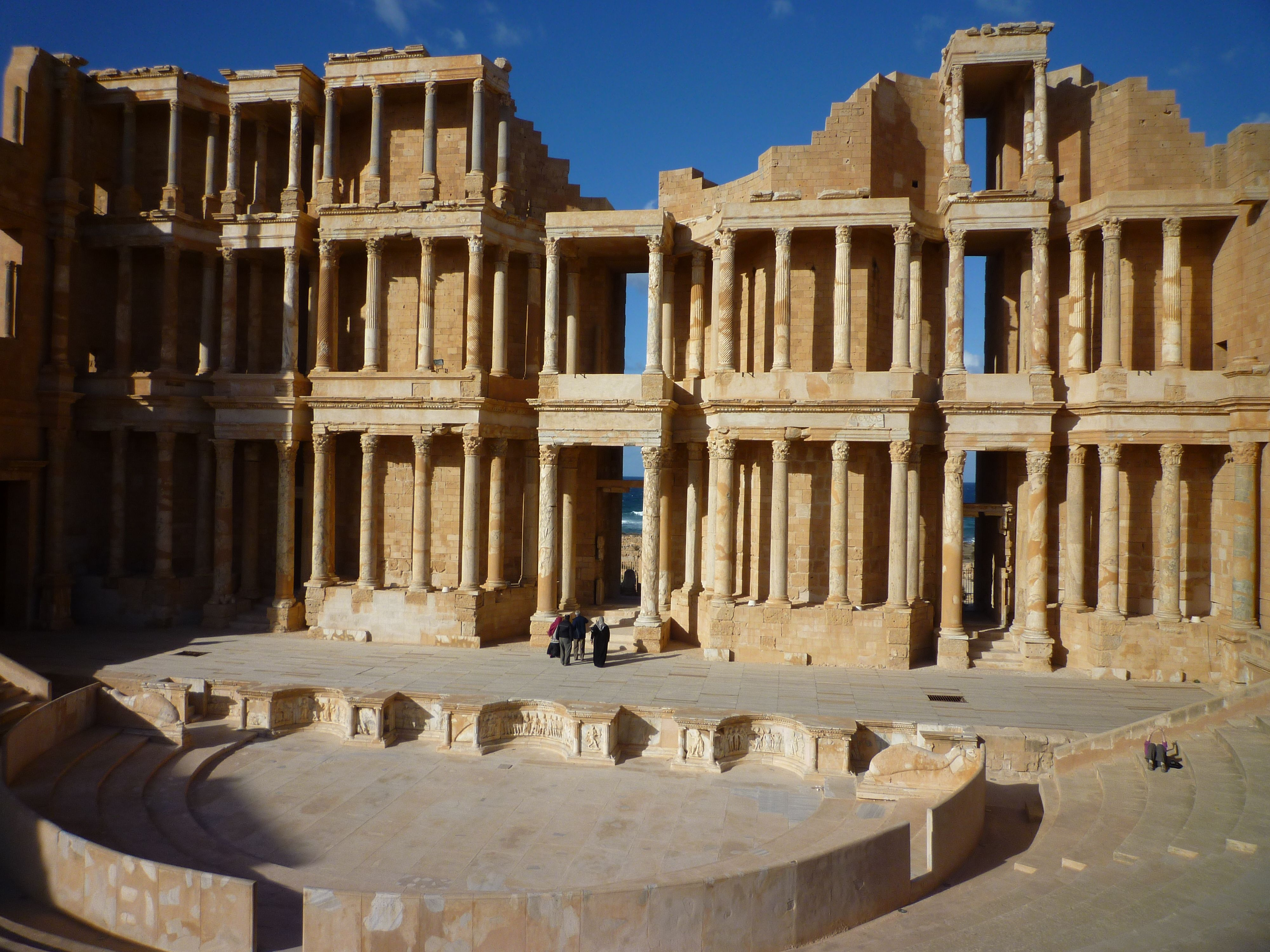
Exemple de colonnade du frons scaenae – théâtre de Sabratha.

### Façade arrière

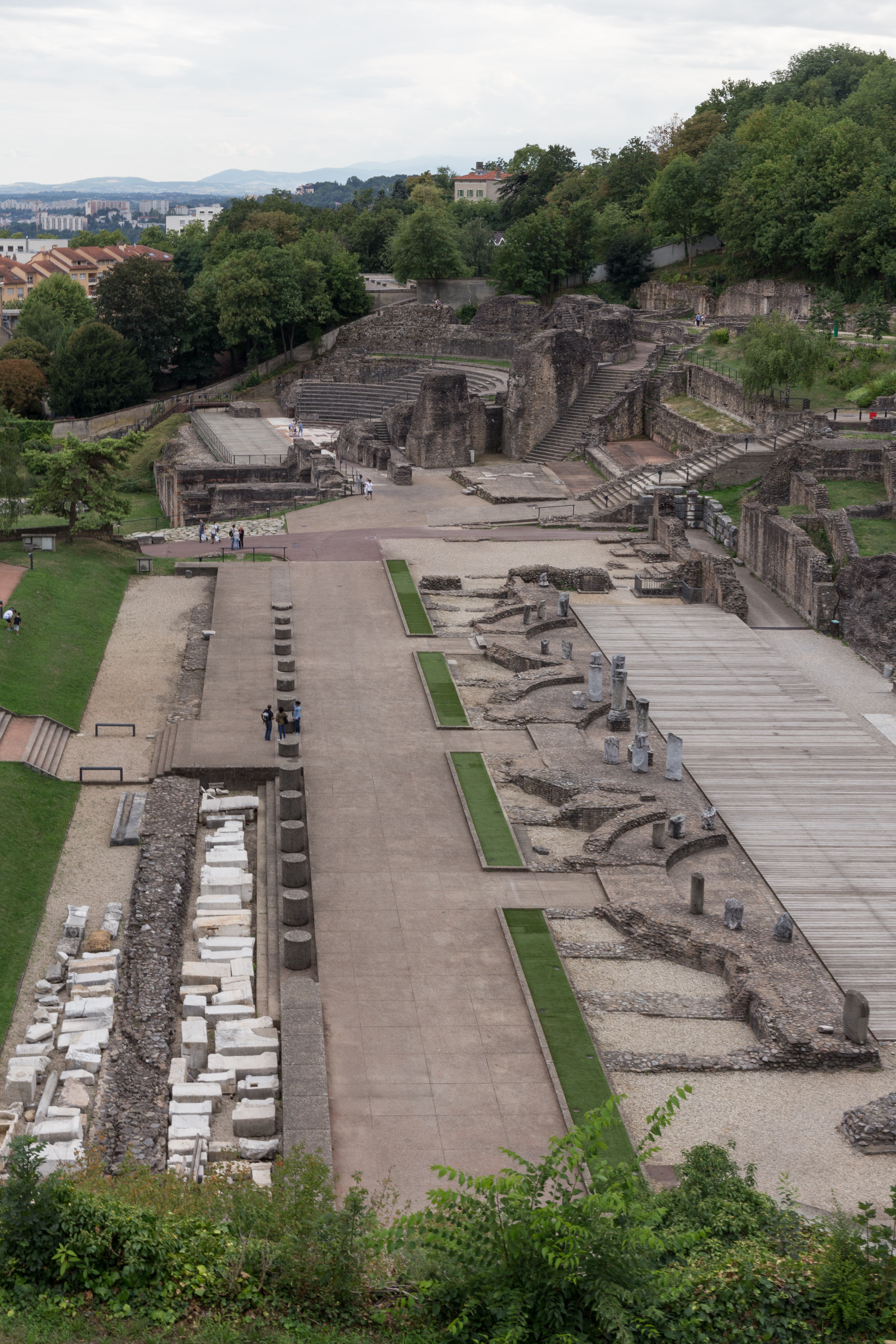
Base du mur de scène avec ses niches incurvées et emplacement du portique arrière.

Derrière le mur de scène du théâtre se trouvait une esplanade bordée de portiques, d'environ 78 m du nord au sud par 65 m. Dans les années 1960, Audin fouilla le parc à l’arrière du théâtre sur une bande de terre large de 108 m sur 15 m. L’exploration révéla deux étapes d’édification d'un portique adossé au mur de scène, correspondant par les matériaux employés aux deux phases de construction du théâtre.
La colonnade la plus ancienne mesurait 59,4 m de largeur, prolongée par deux couloirs d'environ dix mètres. D’après les marques de leur base carrée, elle comportait 18 colonnes et un pilastre à chaque extrémité. Selon l’étude de leurs débris, Aubin estime qu’elles mesuraient 7,5 m de hauteur. Un égout d’environ 70 cm de largeur et doté d’une voûte en briques venait du quartier nord, passait sous le portique et rejoignait un collecteur descendant du plateau de la Sarra entre le théâtre et l’odéon. En avant du portique furent localisés deux socles (1,80 × 3 mètres et 1,80 × 2,30 mètres) destinés à des monuments honorifiques ou décoratifs.
L'aménagement du théâtre dans sa dernière phase entraîna la démolition du premier portique et sa reconstruction complète. Les colonnes anciennes furent abattues, débitées et incluses dans un remblai relevant l’esplanade de 60 centimètres. Une nouvelle colonnade fut édifiée, en avant de la précédente et sur toute la largeur du théâtre (108,50 mètres), dominant l'esplanade de trois marches. Sur le côté nord de l'esplanade, au pied du musée, la fouille découvrit sur 6,50 mètres de long les vestiges d'un bassin enduit de mortier au tuileau.

## Protection
Le site est protégé au titre des monuments historiques en plusieurs fois. Les vestiges du théâtre antique sont classés le 5 septembre 1905. Les vestiges de l'odéon voisin sont classés le 6 octobre 1905. Les terrains autour du site archéologique ont été classés au début du grand chantier de dégagement, le 21 mai 1933, le 23 juillet 1933 et enfin le 14 décembre 1935.
Tout comme une grande partie de la ville historique de Lyon, le site est inscrit en 1998 sur la liste du patrimoine mondial par l'UNESCO.

## Utilisation présente

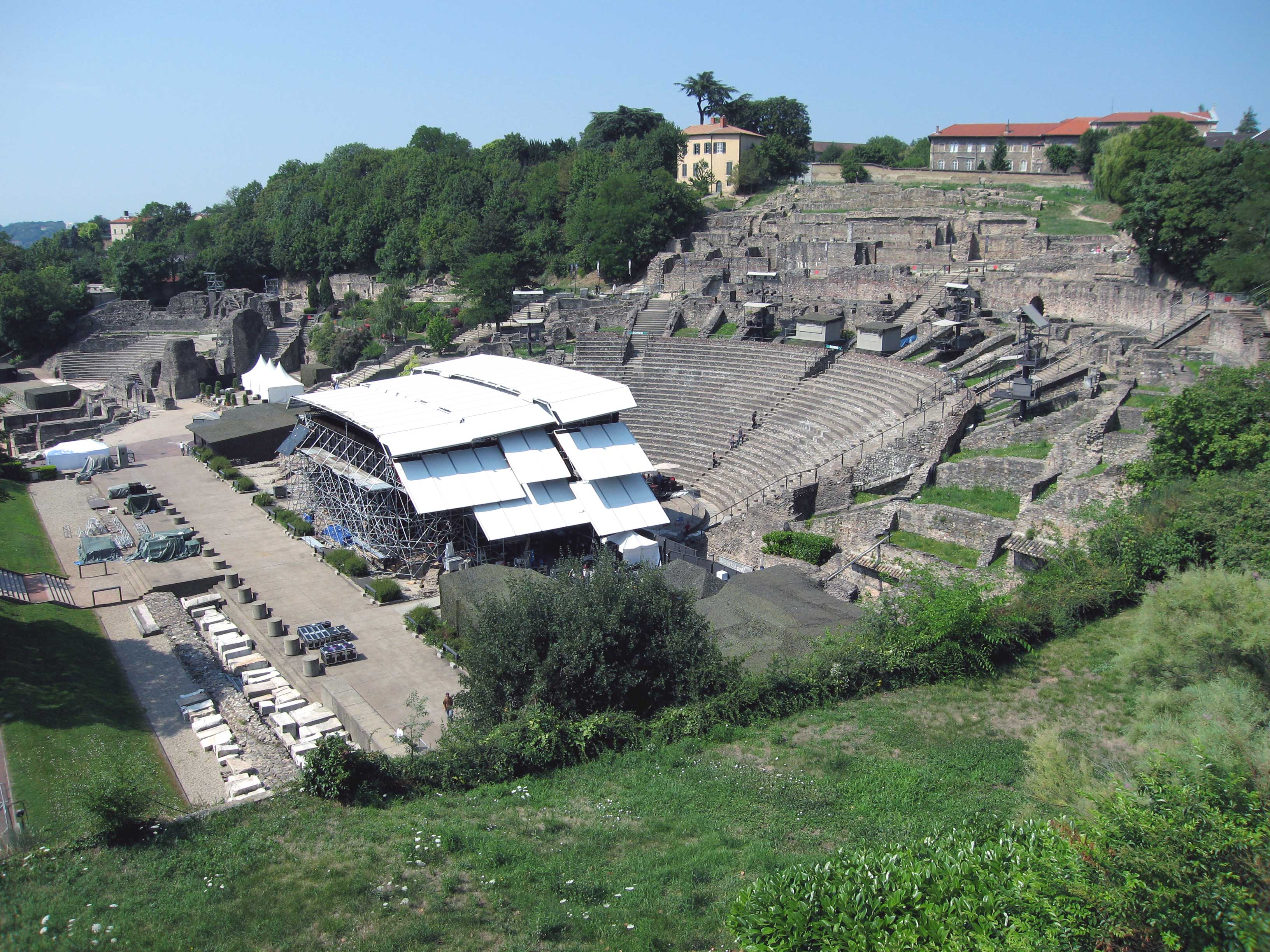
Aménagement temporaire du théâtre pour les représentations estivales.

Le théâtre est un haut lieu du tourisme lyonnais, partie du parc archéologique de Fourvière dont il est un des maillons avec l'odéon voisin et le Musée gallo-romain de Fourvière, inauguré en 1975, et qui présente des maquettes du théâtre et de son dispositif de manœuvre du rideau de scène.
Le théâtre est de nouveau un lieu destiné aux spectacles, qui accueille chaque été le festival multiculturel des Nuits de Fourvière depuis 1946.
Ce site est d'accès gratuit, du mardi au dimanche de  7 heures à 21 heures de mi-avril à mi-septembre, et jusqu’à 19 heures en heures d'hiver (sauf 1er janvier, 1er mai, 25 décembre), desservi par la station Minimes - Théâtres Romains de la ligne de funiculaire Vieux Lyon - Saint Just.